# Lophostemon suaveolens
Lophostemon suaveolens là một loài thực vật có hoa trong Họ Đào kim nương. Loài này được (Sol. ex Gaertn.) Peter G.Wilson & J.T.Waterh. mô tả khoa học đầu tiên năm 1982.

## Hình ảnh

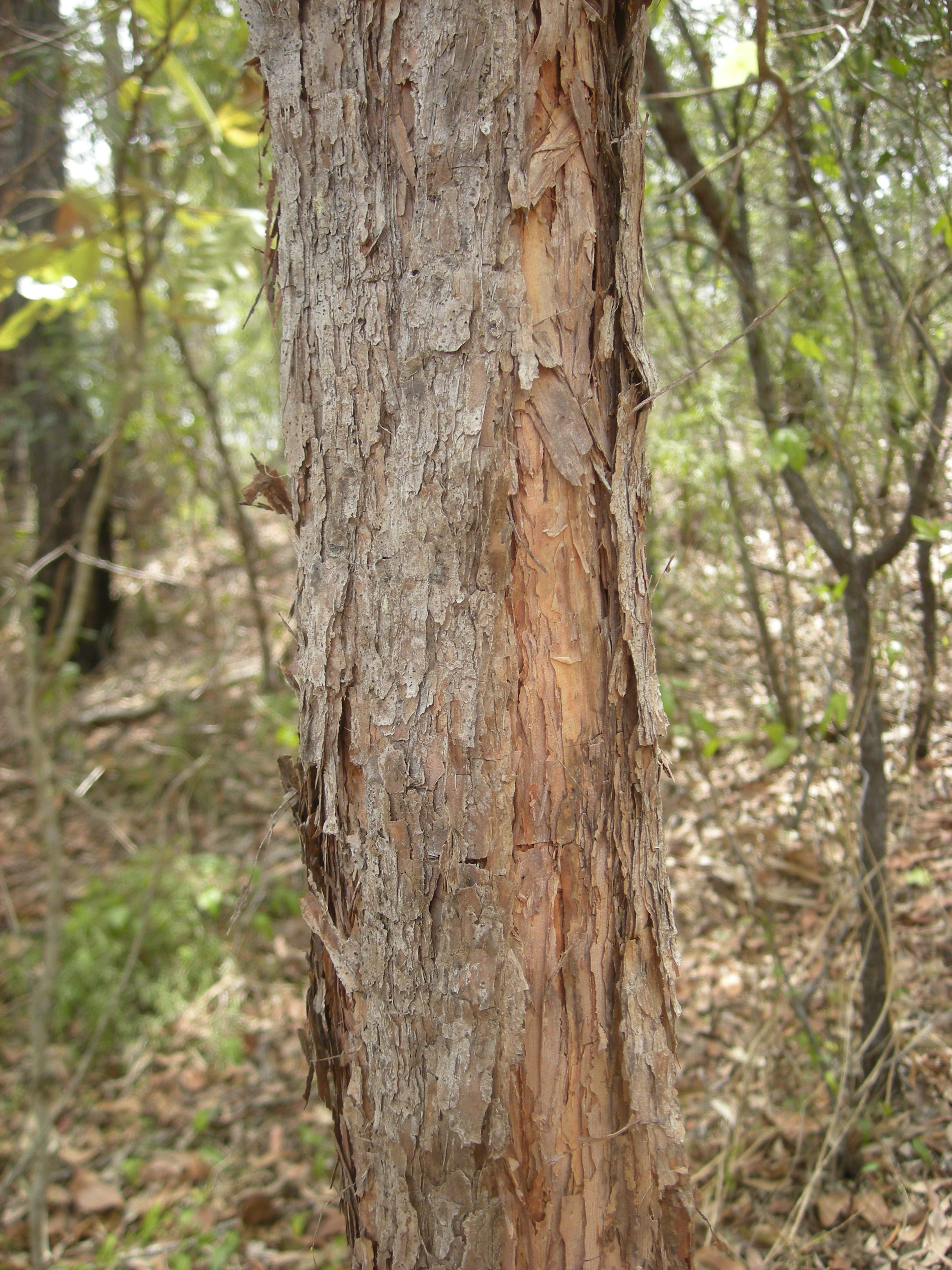
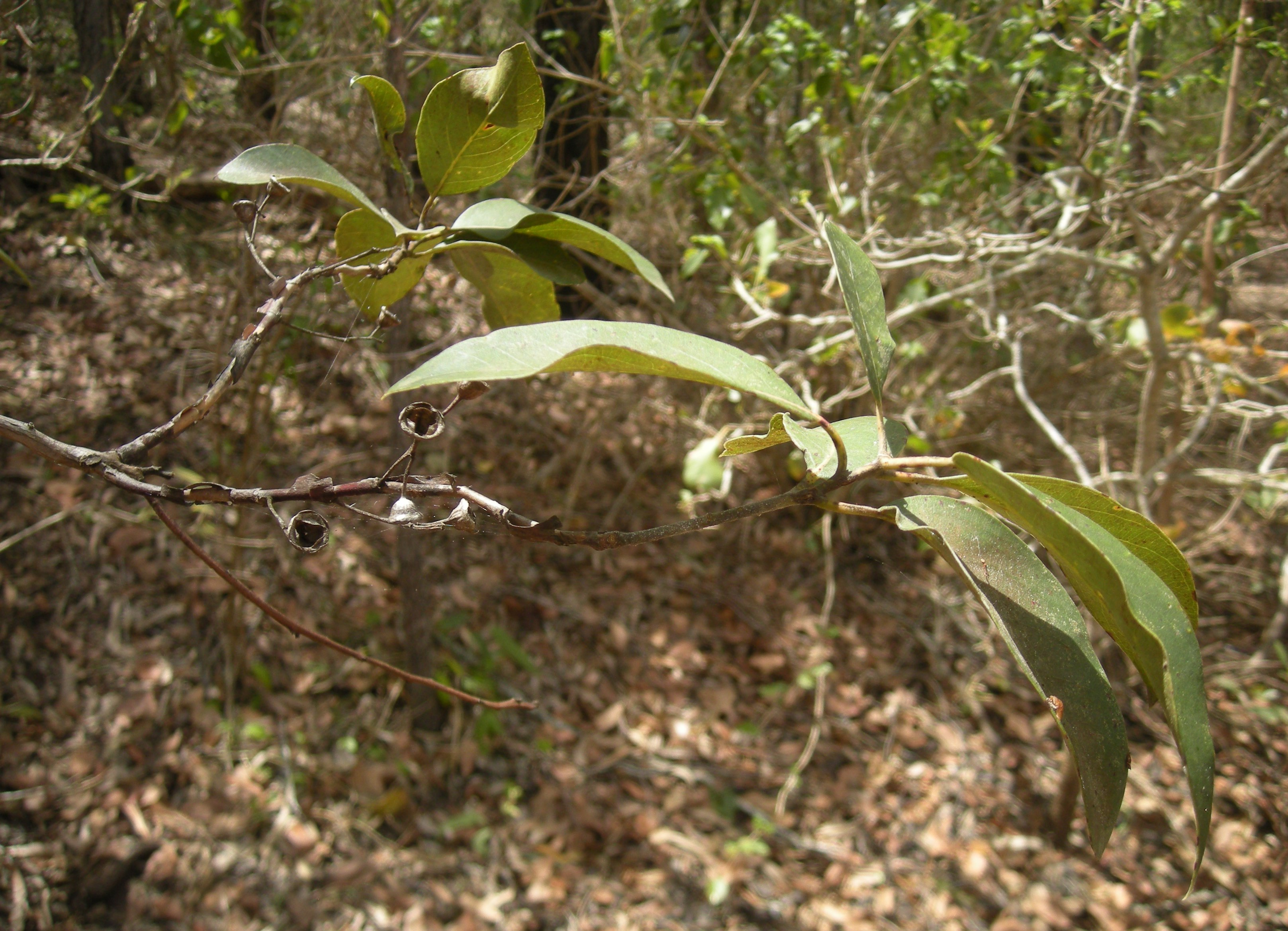
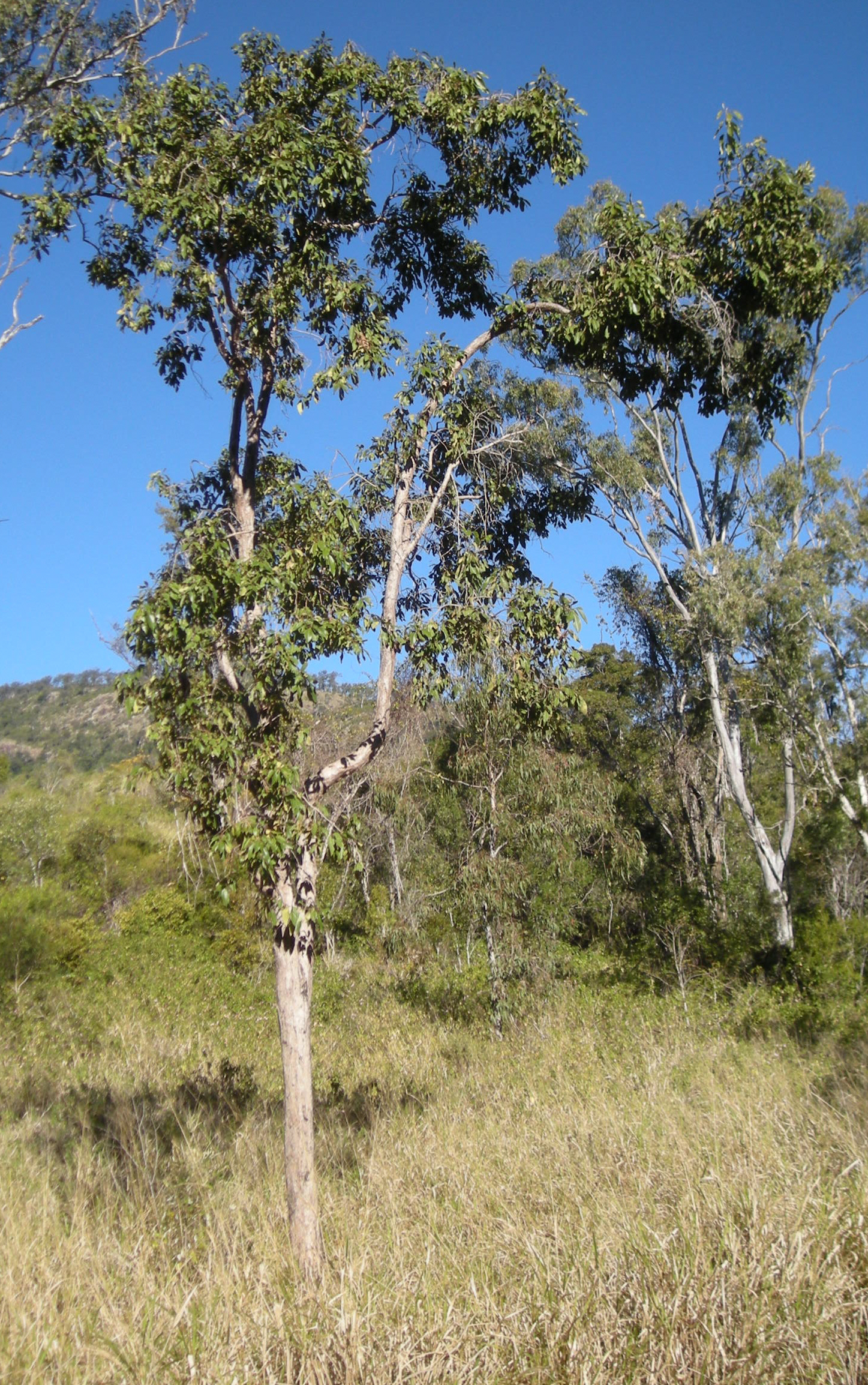
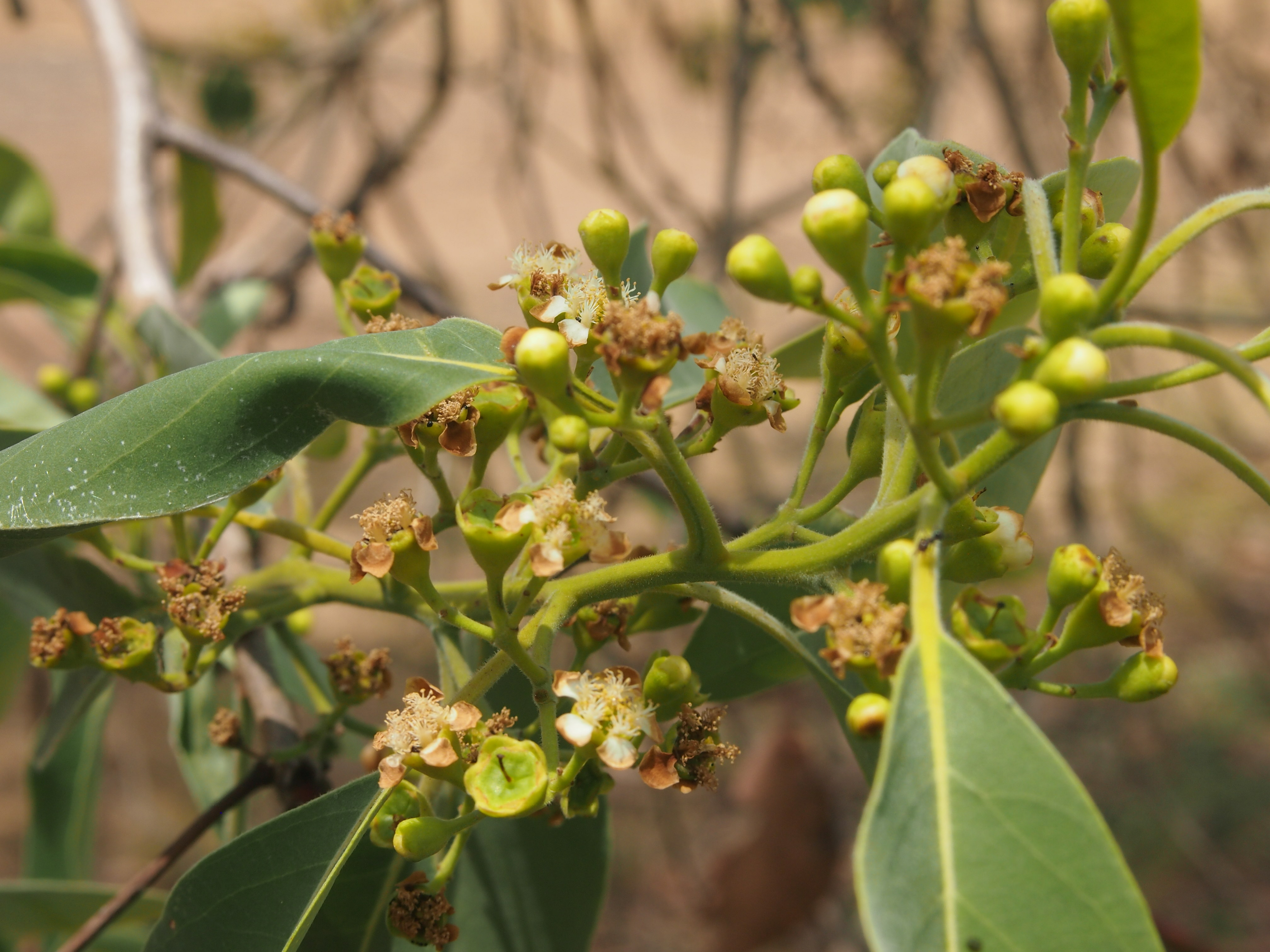